# Welsumer
Welsumer ist eine Haushuhnrasse aus Welsum, einem Ortsteil der Gemeinde Olst-Wijhe in den Niederlanden, die 1919 in den Niederlanden anerkannt wurde. Der orangefarbige Farbenschlag wurde in Deutschland erzüchtet und 1986 anerkannt. Welsumer sind weltweit beliebt und verbreitet.
Welsumer wurden vor allem auf sehr große und dunkle Eier bei guter quantitativer Legeleistung hin gezüchtet. Darüber hinaus besitzen sie einen guten Schlachtkörper und sind klassische Zweinutzungshühner.
Die Tiere sind mittelgroß und haben einen walzenförmigen Körper. Auf dem Kopf sitzt ein Einfachkamm. Die in den Niederlanden gezüchteten Tiere sind kürzer und glockenförmiger als die in Deutschland gezüchteten.
Diese Rasse ist wetterhart und stellt keine besonderen Anforderungen an die Haltungsbedingungen.

## Zwergform
Die Zwerg-Welsumer wurden in Deutschland erzüchtet, 1930 anerkannt und sind stärker verbreitet als die Großform. Der Hahn wiegt bis 1200 g und die Henne bis 1000 g. Diese legt im Jahr bis zu 160 hellbraune Eier, die ab und an auch dunkelbraune Tupfen aufweisen, mit wenig glänzender Schale und einem Gewicht von 45 g. Vorhandene Farbenschläge: rost-rebhuhnfarbig, orangefarbig und silberfarbig, blau-rost-rebhuhnfarbig.